# Jacobus Josephus van Rijckevorsel
Jacobus Josephus baron van Rijckevorsel, heer van Rijsenburg ('s-Hertogenbosch, 8 februari 1785 – Ubbergen, 10 april 1862) was een Nederlands handelaar en bestuurder. Hij was daarnaast amateurtekenaar, -lithograaf en -glasschilder.

## Leven en werk
Hij was lid van de familie Van Rijckevorsel en een zoon van Thomas Cornelis van Rijckevorsel (1751-1818), wijnkoper en bestuurder, en van Anna Petronella Vermeulen (1760-1792). Van Rijckevorsel werd benoemd tot Ridder in de Orde van de Nederlandse Leeuw (1824). Hij werd in 1831 verheven in de Nederlandse adel en in 1842 werd hem de titel van baron bij eerstgeboorte verleend. Hij trouwde met Catharina Valentina van der Kun (1792-1813) en na haar overlijden met Hendrika Petronella Veronica van Oosthuyse, vrouwe van Rijsenburg (1793-1829). Hij stichtte het Staelduinse Bos op een terrein in de Kapittelduinen op een stuk terrein dat door zijn schoonvader Petrus van Oosthuyse was gekocht. 
Van Rijckevorsel was handelaar, lid van de raad in Rotterdam en van 1840 tot 1845 lid van de Provinciale Staten van Zuid-Holland. Hij wordt, vermoedelijk ten onrechte, ook vermeld als Tweede Kamerlid. Hij interesseerde zich voor architectuur en ontwikkelde zich als amateurkunstenaar. Hij maakte litho's, tekeningen en glasschilderingen. Hij gaf daarin les aan zijn zoons Augustinus en Joannes van Rijckevorsel. Hij exposeerde in 1839 en 1841 samen met zijn zoon Joannes op een tentoonstelling van Levende Meesters in Den Haag.
Op kasteel Heeswijk is een glas-in-loodraam bewaard gebleven dat Van Rijckevorsel maakte. Hij exposeerde het in 1839  in Den Haag. De dessus de porte toont een zittende engel, met in een spitsboog de voorouderlijke familiewapens van Andreas baron van den Bogaerde van Terbrugge, gouverneur van Noord-Brabant, en diens vrouw.
Hij liet de beeldhouwer een graftombe van de familie Van Rijckevorsel ontwerpen, die in 1859 achter de door zijn schoonouders gestichte Sint-Petrus'-Bandenkerk in Rijsenburg werd geplaatst. Van Rijckevorsel overleed drie jaar later, op 77-jarige leeftijd.